# Pinguini di Madagascar in Missione Natale
Pinguini di Madagascar in Missione Natale (The Madagascar Penguins in a Christmas Caper) è un cortometraggio animato del 2005, diretto da Gary Trousdale. Prodotto dalla DreamWorks Animation, è stato inizialmente presentato nelle sale il 7 ottobre 2005 insieme al film Wallace & Gromit - La maledizione del coniglio mannaro. Il cortometraggio è stato in seguito incluso nel DVD di Madagascar, uscito il 15 novembre dello stesso anno.

## Trama
Prima degli eventi del film, i quattro pinguini stanno festeggiando il Natale al loro zoo di Central Park, ma Soldato, mentre osserva lo zoo con Alex, Marty, Melman e Gloria, vede Ted, l'orso polare, tutto solo e triste. Decide allora di andare in città e comprargli un regalo. Sfortunatamente, il giovane pinguino finisce nelle mani di Nana, una burbera e violenta vecchietta, che lo scambia per un pupazzo: lo compra dalla bancarella e lo porta come regalo al suo barboncino che però tenta di sbranarlo. Gli altri tre pinguini, allora, corrono a salvarlo e, dopo diversi guai, riescono a riportarlo a casa. Una volta allo zoo, invitano Ted a festeggiare il Natale con loro.